# Todd Bolender Center for Dance and Creativity
Il Todd Bolender Center for Dance and Creativity, dedicato al ballerino e coreografo Todd Bolender, si trova in quella che era la Union Station Power House a Kansas City, nel Missouri. È stato inaugurato il 26 agosto 2011. Dopo ampi lavori di ristrutturazione dell'edificio storico, è diventato la sede del Kansas City Ballet.

## Storia della costruzione
La Union Station Power House fu originariamente progettata nel 1913 dall'architetto della Union Station Jarvis Hunt. Il Power House che forniva energia a carbone alla stazione e ad altri edifici fu completato nel 1914. Rappresenta un'era importante nella storia di Kansas City all'inizio del XX secolo.

## Costruzione
Le fondamenta furono gettate il 13 novembre 2009 e fu completato nell'estate del 2011. I lavori di ristrutturazione hanno utilizzato i 6.000 m² di spazio per creare sette studi, tra cui il Michael e Ginger Frost Studio Theater da 180 posti. Il progetto dell'edificio comprende aree per produzione, guardaroba/costumi, terapia fisica, stoccaggio, armadietti per artisti e amministrazione. Alla BNIM Architects fu chiesto di adattare la struttura del Power House in una nuova struttura. Elementi di design provenienti dall'edificio storico furono incorporati per creare elementi interni unici, come tramogge di carbone e scivoli per la cenere come camerini per bambini. Il ripristino dell'edificio abbandonato della Power House nella nuova sede per il Kansas City Ballet è costato circa $ 39 milioni, che includevano una dotazione di $ 7 milioni. Tra i costi, $ 11 milioni sono stati concessi sotto forma di tagli fiscali statali e federali al Kansas City Ballet per il ripristino di questo vicino edificio estinto.